# Nylen Glacier
Nylen Glacier är en glaciär i Antarktis. Den ligger i Östantarktis. Nya Zeeland gör anspråk på området. Nylen Glacier ligger 1 293 meter över havet.
Terrängen runt Nylen Glacier är kuperad norrut, men söderut är den bergig. Terrängen runt Nylen Glacier sluttar söderut. Trakten är obefolkad. Det finns inga samhällen i närheten. 